# Dana Dembinski Medeleanu
Dana Dembinski Medeleanu (n. 25 septembrie 1960,  comuna Tulgheș, Harghita) este o actriță de film, radio, televiziune, scenă și voce română. 

## Biografie
A absolvit Institutul de Artă Teatrală și Cinematografică „I.L.Caragiale” București, Clasa prof. Mircea Albulescu.

## Teatru
- Fazanul de Georges Feydeau, regia Emil Mandric (1992)
- Migrena de Hanibal Stănciulescu, regia Radu Băieșu (1993)
- Lunile lunii, regia Liana Ceterchi (1997)
- Noaptea încurcăturilor de Oliver Goldsmith, regia Petru Vutcărău (1997)
- Domnișoara Iulia de August Strindberg, regia Liana Ceterchi (1999)
- Valsul câinilor de Leonid Andreev, regia Nona Ciobanu (1999)
- Popcorn de Ben Elton, regia Răzvan Săvescu (2001)
- Lolita de Vladimir Nabokov, regia Cătălina Buzoianu (2003)
- Jacques sau supunerea de Eugene Ionesco, regia Florin Fătulescu (2007)
- Hamelin, legea tăcerii de Juan Mayorga, regia Claudiu Goga (2008)
- Primăvara doamnei Stone la Roma de Martin Sherman, după Tennessee Williams, regia Liana Ceterchi (2012)
- Mata Hari – dincolo de legendă de Philippe Collas și Eric Villedary, regia Liana Ceterchi (2015)

## Filmografie
- Șobolanii roșii (1991)[2]
- Dragoste și apă caldă (1993)
- Polul Sud (1993)[3]
- Îngerașii (2008) - Violeta Strâmbu
- Marți, după Crăciun (2010)
- Iubire și onoare (2011) - Rania
- Fetele lu' dom' Profesor (2014) -  Cerasela
- Aniversarea (2017) - Larisa
- #dogpoopgirl (2021)